# Cedeira
Cedeira település Spanyolországban, A Coruña tartományban. Cedeira Valdoviño, Cerdido, Ortigueira és Cariño községekkel határos. Lakosainak száma 6548 fő (2024).

## Népesség
A település népessége az utóbbi években az alábbiak szerint változott:
| Lakosok száma | 7595 | 7477 | 7443 | 7465 | 7338 | 7147 | 6997 | 6640 | 6650 | 6548 |
|               | 2001 | 2004 | 2006 | 2009 | 2011 | 2014 | 2016 | 2019 | 2021 | 2024 |